# Апостольська адміністратура Киргизстану
Апостольська адміністратура Киргизстану (лат. Apostolica Administratio Kyrgyzstaniana) — територіально-адміністративна одиниця Римо-Католицької церкви з центром в місті Бішкек, Киргизстан. Апостольська адміністратура поширює свою діяльність на всю територію Киргизстану. В Киргизстані діє три католицьких парафії: в Бішкеку, Таласі і Джалал-Абаді.

## Історія
22 грудня 1997 в Киргизстані Римським Папою Іваном Павлом II була заснована місія sui iuris, яка виділилася з Апостольської адміністратури Казахстану . 18 березня 2006 Римський папа Бенедикт XVI заснував буллою «In Kyrgyzstania spiritali» Апостольську адміністратуру Киргизстану.